# Roxanne Dufterová
Roxanne Dufterová (* 13. února 1992 Kempten (Allgäu)) je německá rychlobruslařka.
Od roku 2008 se účastnila Světového poháru juniorů, v seniorském Světovém poháru debutovala roku 2013. Nejlepších výsledků dosáhla na Mistrovství Evropy 2018, kde získala bronzovou medaili ve stíhacím závodě družstev. Na ME 2018 také byla osmá na trati 1500 m a devátá v závodě na 3 km. Zúčastnila se Zimních olympijských her 2018, kde v závodě na 3000 m skončila na 23. místě, na poloviční distanci se umístila na 24. příčce a ve stíhacím závodě družstev byla šestá.
Jejím bratrem je rychlobruslař Joel Dufter.